# Prefettura di Boké
Boké è una prefettura della Guinea nella regione di Boké, con capoluogo Boké.
La prefettura è divisa in 10 sottoprefetture, corrispondenti ai comuni:
- Bintimodiya
- Boké
- Dabiss
- Kamsar
- Kanfarandé
- Kolaboui
- Malapouyah
- Sangarédi
- Sansalé
- Tanéné